# Хенрік Шенкер
Хенрік Шенкер (1931, Краків — 15—16 січня 2019, Тель-Авів) — Ізраїльський і польський інженер і письменник, жертва Голокосту.

## Біографія
Шенкер народився в Кракові і виріс в єврейській родині, син відомого художника Леона Шенкера і Міни Мюнц. У 1937 році він і його родина переїхали до Освенцима, де він навчався в початковій і середній школі. Його батько успадкував хімічний завод з виробництва пестицидів під назвою «Агрохімікал».
На початку Другої світової війни сім'я продовжувала жити в Освенцімі, де Леон Шенкер очолював раду старійшин єврейської релігійної громади, створеної німцями. Батько Хенріка був одним з тих, хто керував імміграційним бюро в Освенцімі, заснованим восени 1939 року.
У 1941 році сім'ї вдалося покинути Освенцим незадовго до створення концентраційного табору Освенцим, і їй вдалося пережити війну. Завдяки підробленим документам сім'я опинилася в спеціальному таборі для біженців в Берген-Бельзені, віднесена до категорії палестинських громадян, які очікують переселення. Зрештою вони були звільнені, коли табір був звільнений.
Після звільнення сім'я Шенкер повернулася в Освенцим. Леон знову відкрив завод «Агрохімікат» і був обраний президентом єврейської релігійної асоціації, допомагаючи тим, хто вижив і відновлюючи життя єврейської громади і самого міста. Хенрік закінчив Краківський технологічний університет імені Тадеуша Костюшка з дипломом інженера-механіка.
У 1949 році комуністи конфіскували у сім'ї завод агрохімікатів і відправили Леона у в'язницю в рамках війни проти приватного бізнесу. У 1955 році родині було видано дозвіл на виїзд з країни. У 1955 році сім'я виїхала до Відня, звідки Хенрік емігрував до Ізраїлю в 1961 році. Він працював в ізраїльській авіаційній промисловості до виходу на пенсію. З 1979 року він створює картини, тематика яких присвячена Голокосту.

## Дотик Янгола

### Мемуари
Хенрік Шенкер написав мемуари воєнного часу під назвою «Дотик Янгола», за які в 2006 році отримав історичну премію «Політика». Книга являє собою ліричний монолог людини, що повертається в місця, де вона знайшла притулок, будучи єврейським хлопчиком в перші роки Другої світової війни. Це також нагадує історію спроб його батька створити бюро еміграції і допомогти євреям знайти притулок за кордоном. Книга була написана польською мовою.

### Фільм
На основі книги був знятий документальний фільм «Дотик янгола», режисером якого виступив Марк Томаш Павловський. Фільм був знятий в автентичних інтер'єрах Освенцима, Кракова, Велички, Бохні і Тарнува. Професійні актори і жителі Освенцима зображували персонажів воєнного часу з минулого. Режисер включив у фільм техніку" архів колаж " (архівний колаж).